# Переяславська 5-та сотня
П'ята Переяславська сотня — адміністративно-територіальна та військова одиниця Переяславського полку у добу Гетьманщини.

## Історія
Сформувалася як бойовий підрозділ Переяславського полку ще в 1648 році. Юридично оформлена у кількості 202 козаків Зборівським миром 16 жовтня 1649 року.
Проіснувала до 1658 року, коли гетьман Іван Виговський, у ході адміністративної реформи, ліквідував цей підрозділ.
Правління сотні містилося в Переяславі. Сотники: Бабич Іван (1649), Воробей Іван (1658).